# ハノーファー・シュタットバーンTW3000形電車
ハノーファー・シュタットバーンTW3000形電車（ハノーファー・シュタットバーンTW3000がたでんしゃ）は、ドイツの都市・ハノーファーのライトレール（シュタットバーン）であるハノーファー・シュタットバーンで使用されている電車。旧型電車の置き換えを目的に2015年から営業運転に投入されており、製造メーカーのハイターブリックからはGTZ6-Hという形式名でも呼ばれている。

## 概要
ハノーファーの路面電車（ハノーファー市電）がシュタットバーン化した際に導入されたTW6000形のうち、初期の車両の老朽化が進んだ事を受け、置き換え用として納入が決定した形式。製造メーカーは入札の結果、2011年にハイターブリック（車体、最終組み立て）、アルストム（台枠、台車）、フォスロ・キーペ（電気機器）によるコンソーシアムが製造権を獲得した。ただし車体についてはハイターブリックが別の企業へ委託する形での製造が行われた。
両運転台の2車体連接車で、パンタグラフや付随台車が設置されている車体（A車）の方が車体長が長く、もう一方の車体（B車）には動力台車のみが設置されている。また、それまで導入された形式と異なり、コスト削減を目的に乗降扉下部にステップは設置されておらず、路面電車時代の低床式プラットホームが残存する系統での運用は考慮されていない。また、車体設計に際しては衝突事故を始めとした非常時の運転士や乗客の安全性も考慮されている。
車内は運転台側にクロスシート、それ以外の箇所にロングシートが設置されている他、折り畳み座席が存在するフリースペースが各車体に1箇所設けられている。両開き式の乗降扉は車内の押しボタンで開閉が可能で、上部には扉の開閉を示すLED照明が設置されている。透明なスクリーンによって客室と分離されている運転室の設計についてはシュタットバーンの運転士の意見も参考にしており、人間工学に基づいたレイアウトが採用されている他、正面の窓は太陽光などの反射が抑えられている。これらの車内は全体が冷暖房双方に対応した空調により適正な温度に保たれる。

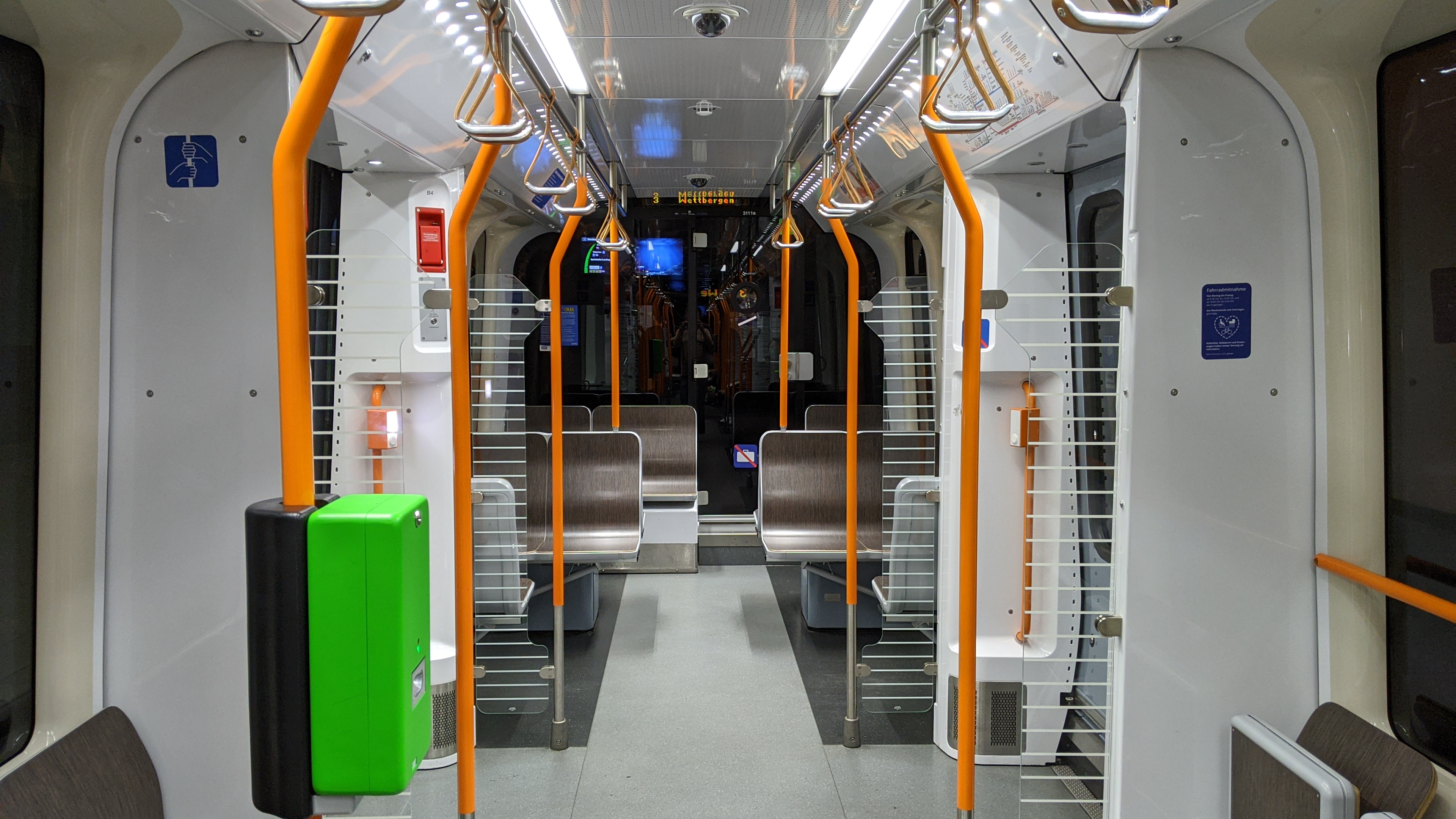
車内
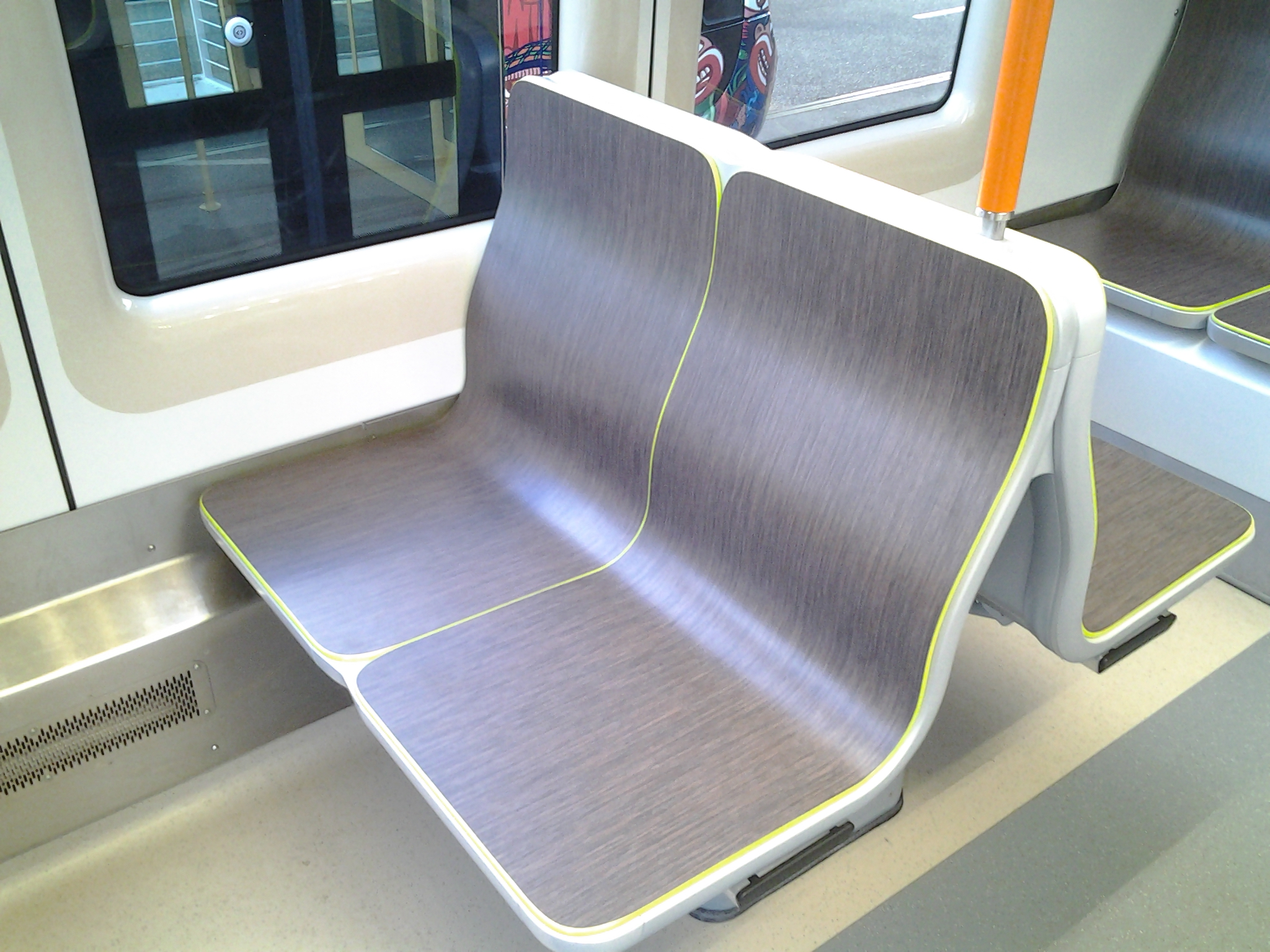
座席（クロスシート）

主電動機の出力は125 kwで、各動力台車に2基搭載されている。また、制動装置として備わっている回生ブレーキについては、エネルギーの回収率がTW6000形の30 %から50 %に向上している。
2013年11月からハノーファーへの納入が開始され、当初は2014年3月以降試運転が開始される予定だったが、車体の耐荷重部品の溶接が不十分だったことが判明し、既に製造された車両の検査や修理の必要が生じたため、試運転開始は翌2015年となった。また、これに伴いハイターブリックが委託した車体の製造メーカーの変更も行われた。本格的な営業運転を開始したのは2015年3月15日である。

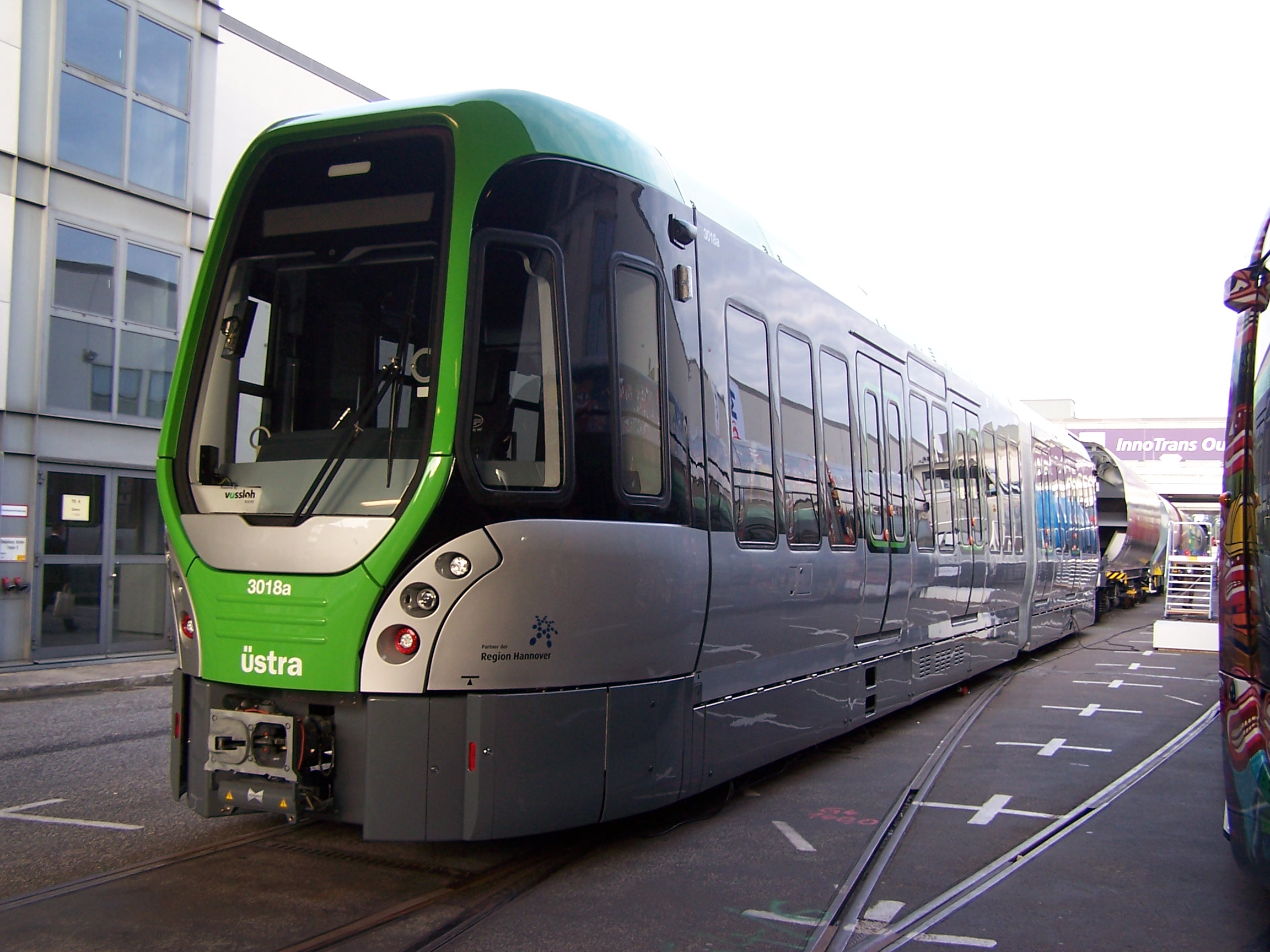
営業運転開始前にはイノトランスへの展示も実施された（2014年撮影）
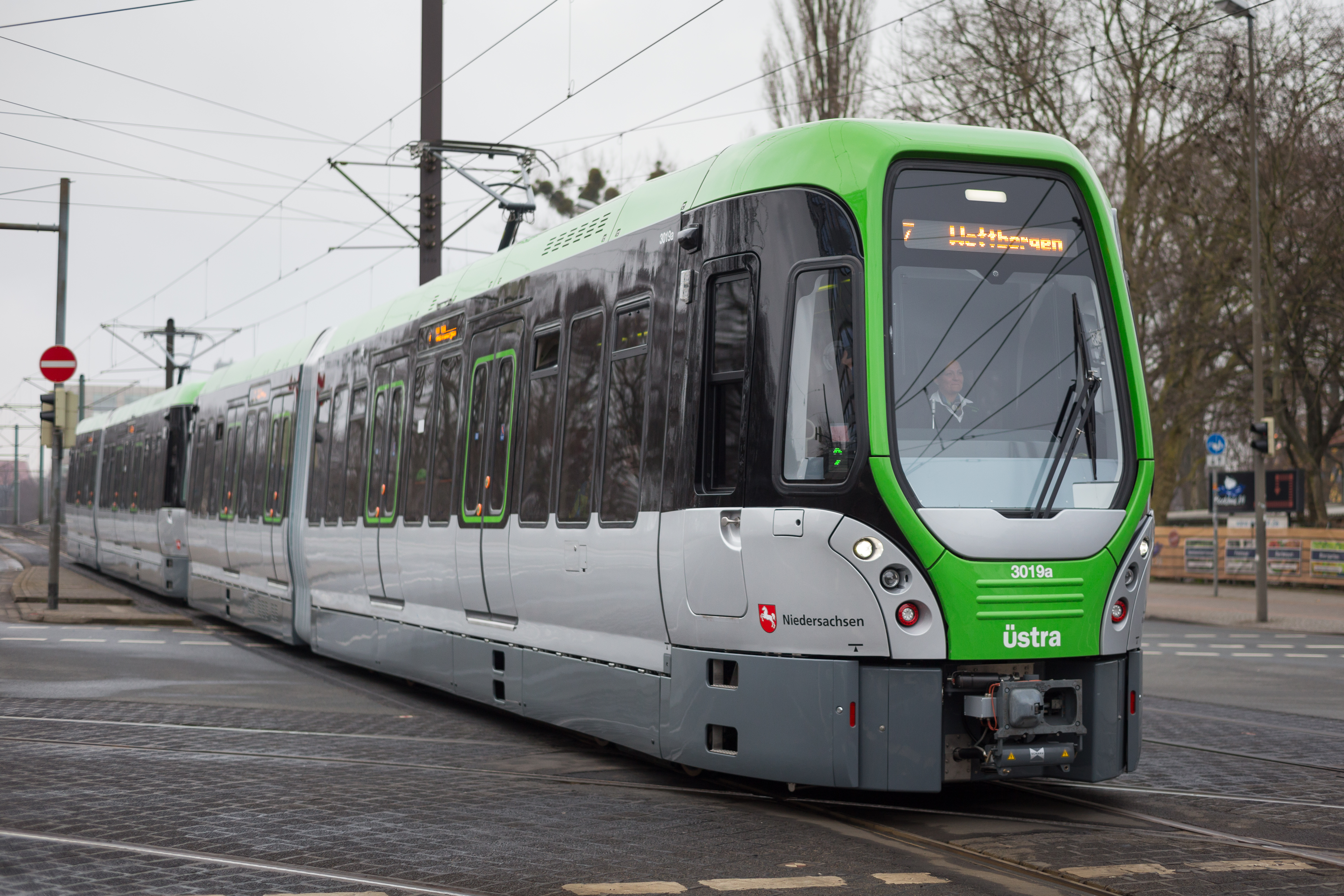
運行開始初日のTW3000形（2015年3月15日撮影）

最初に注文されたのは50両であったが、その後オプション権の行使を含めた追加発注が3度に渡って実施され、最終的に2020年7月までに合計153両（3001 - 3153）が導入された。これらの車両は前述のように高床式プラットホームを有する系統で使用されており、プラットホームの嵩上げが実施された系統にも順次投入されている。

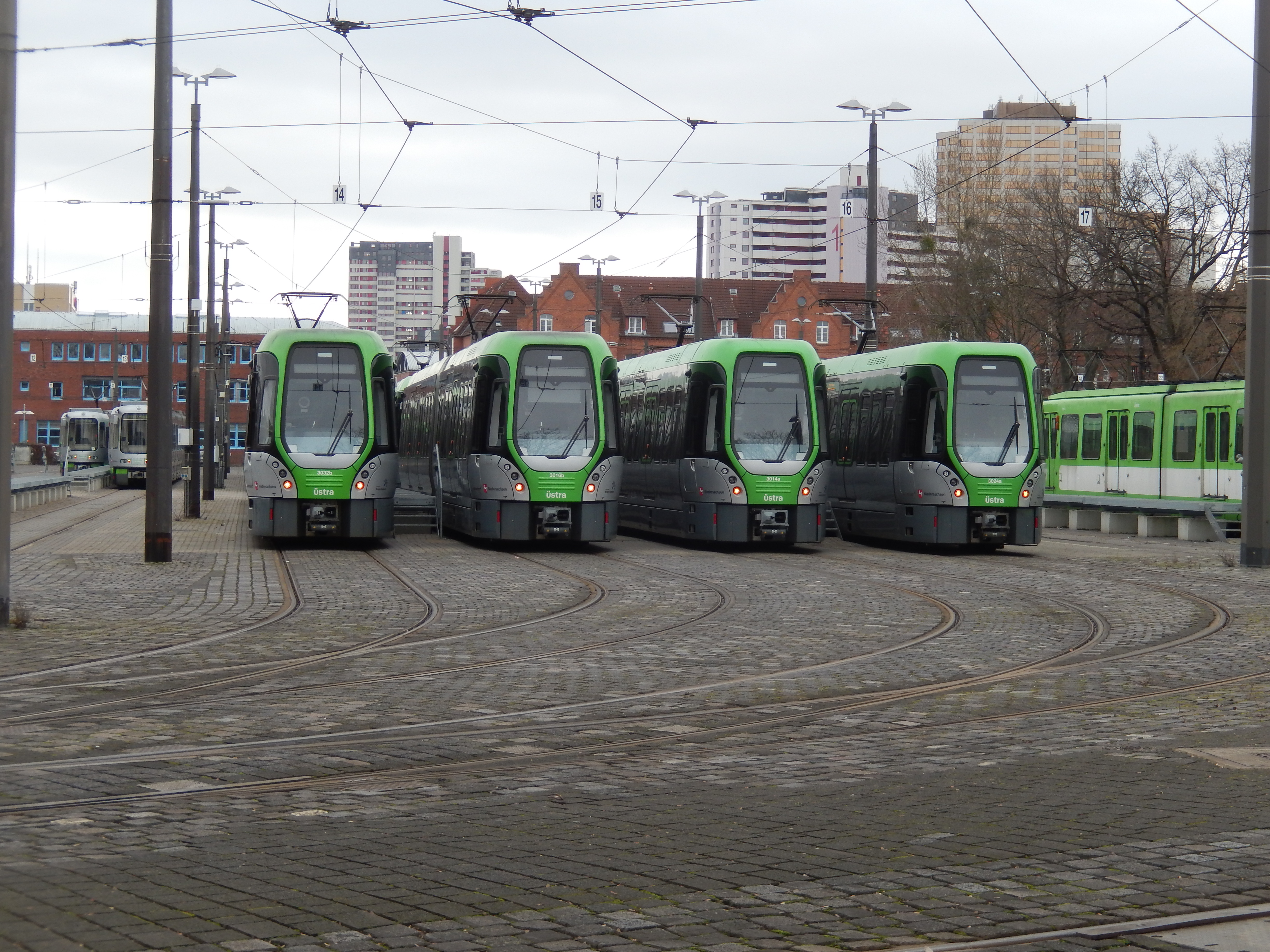
車庫に並ぶTW3000形（2017年撮影）
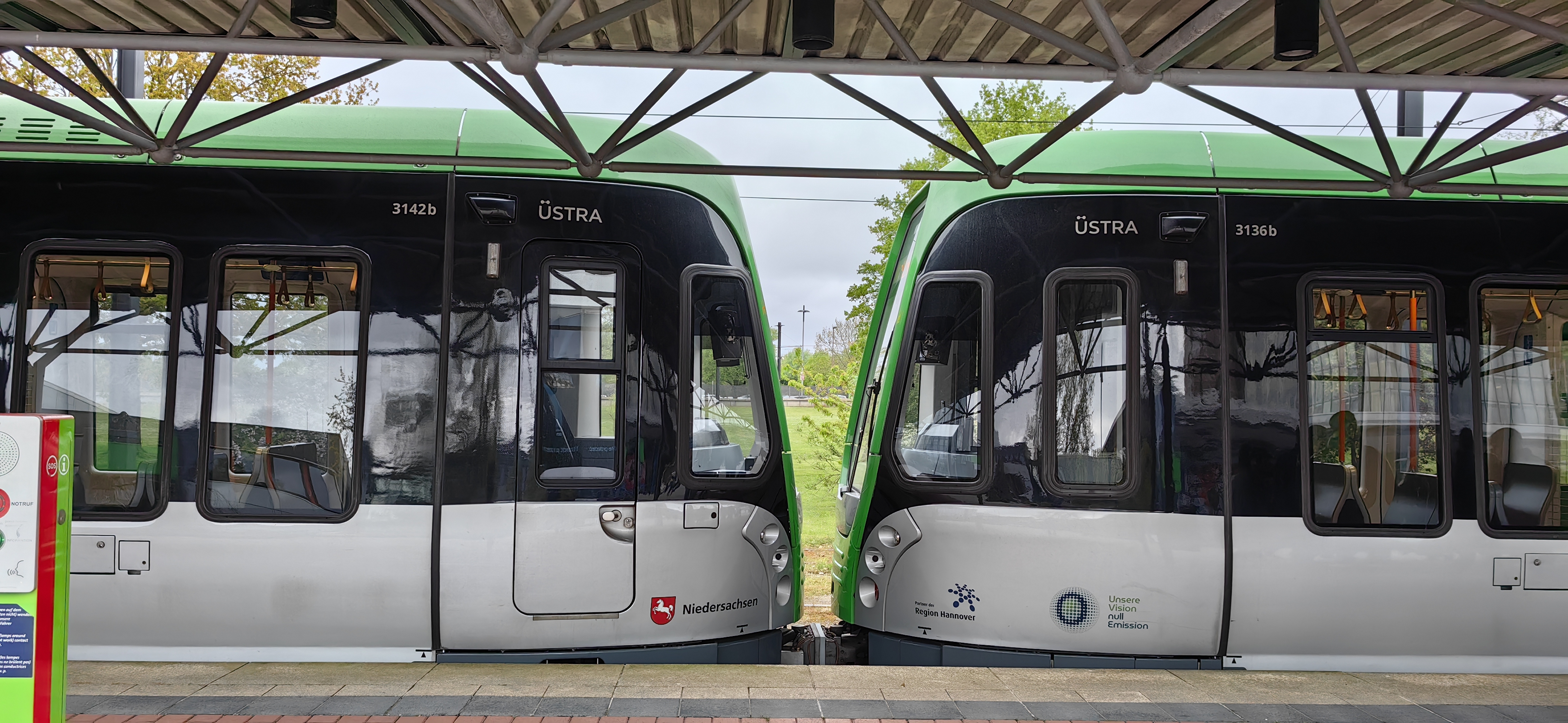
連結運転を実施するTW3000形（2024年撮影）

## ギャラリー

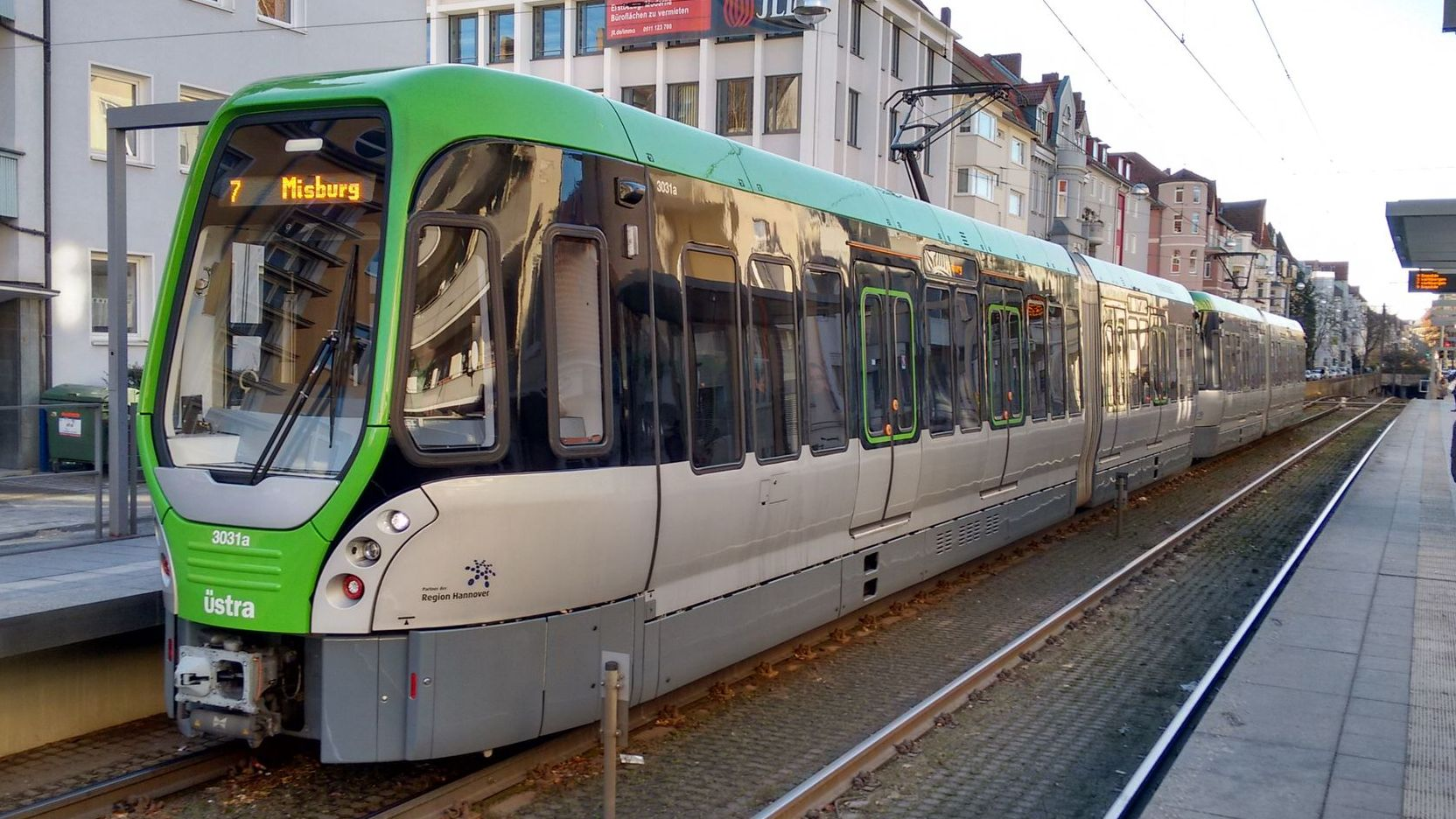
2016年撮影
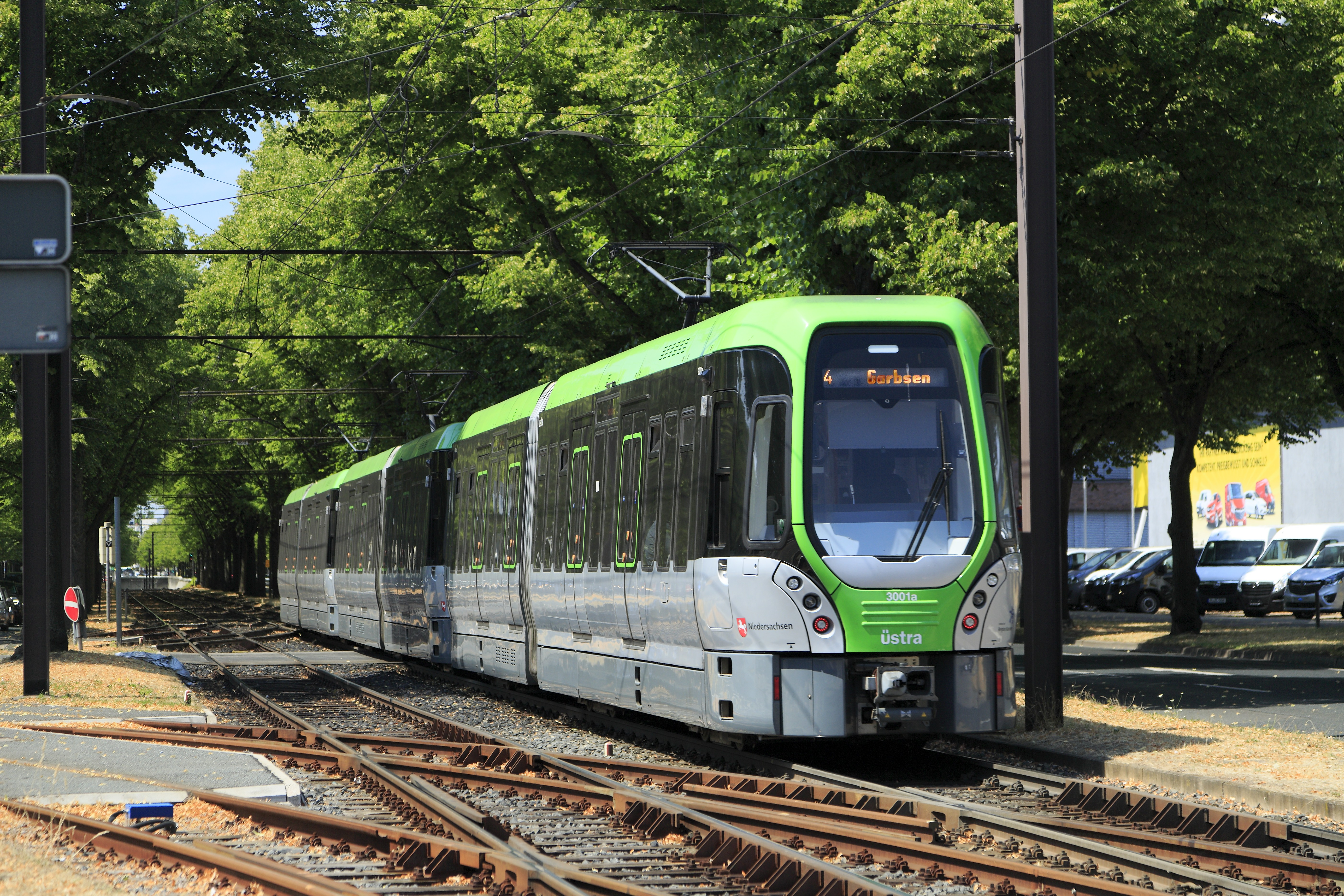
2018年撮影
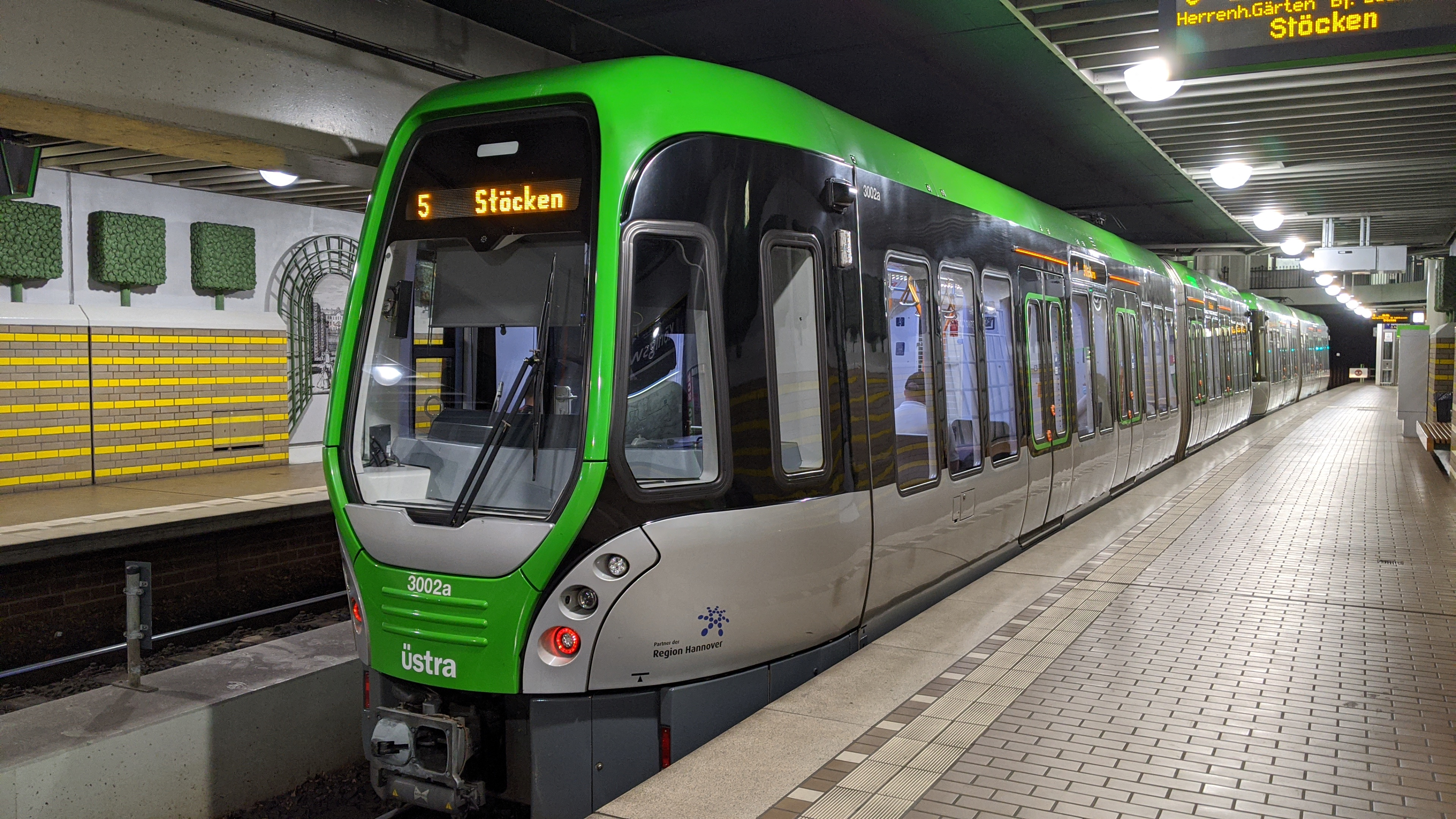
2020年撮影
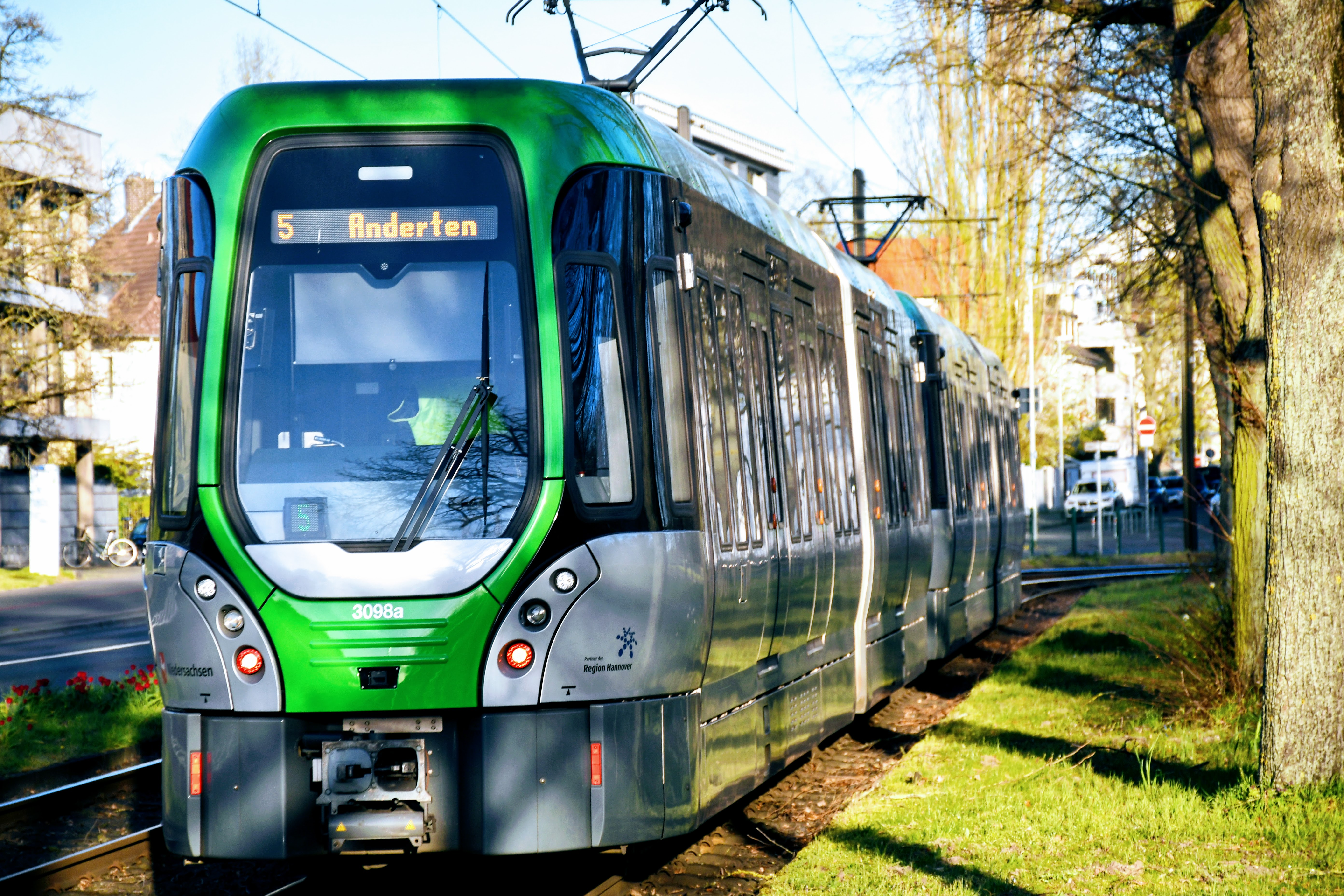
2020年撮影
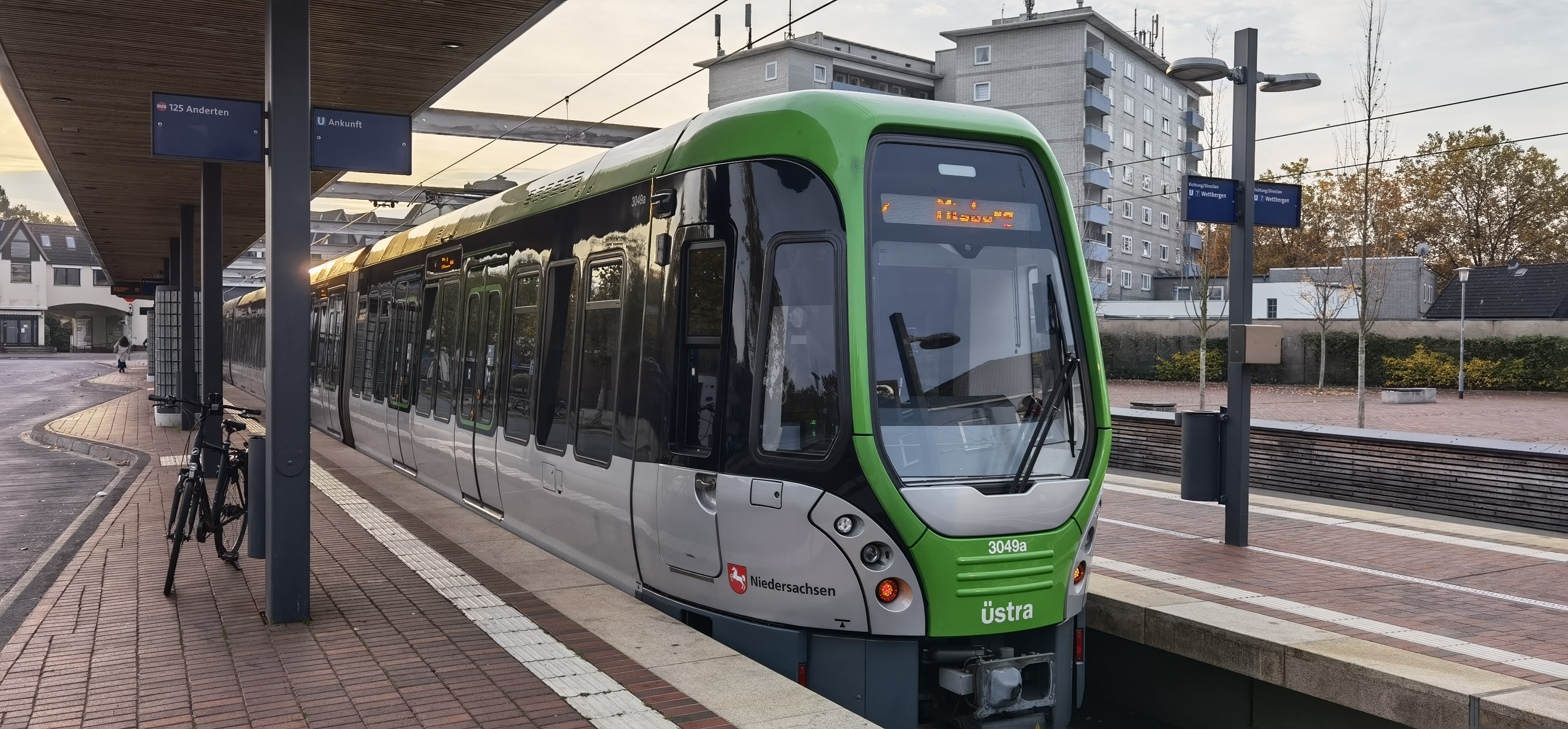
2021年撮影
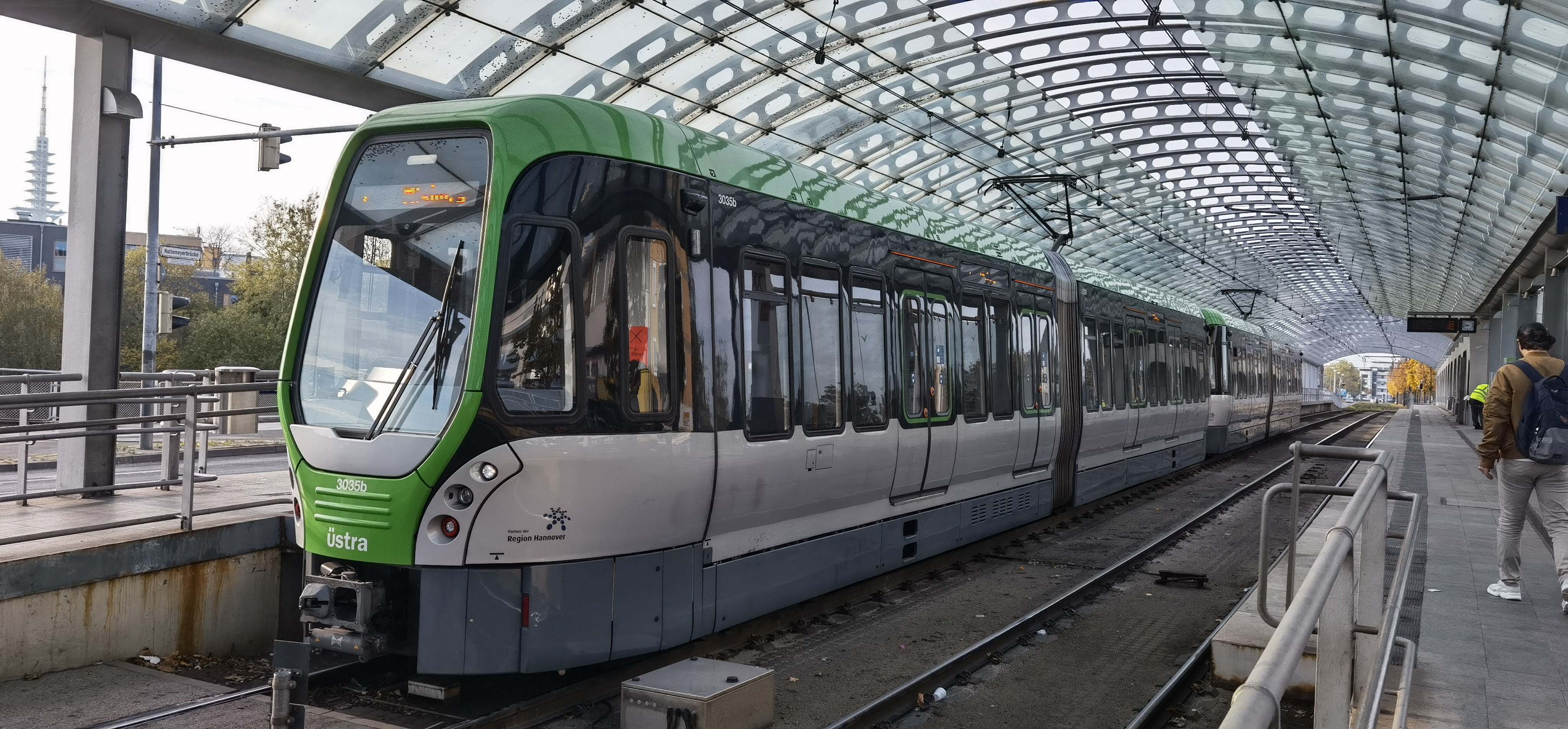
2021年撮影
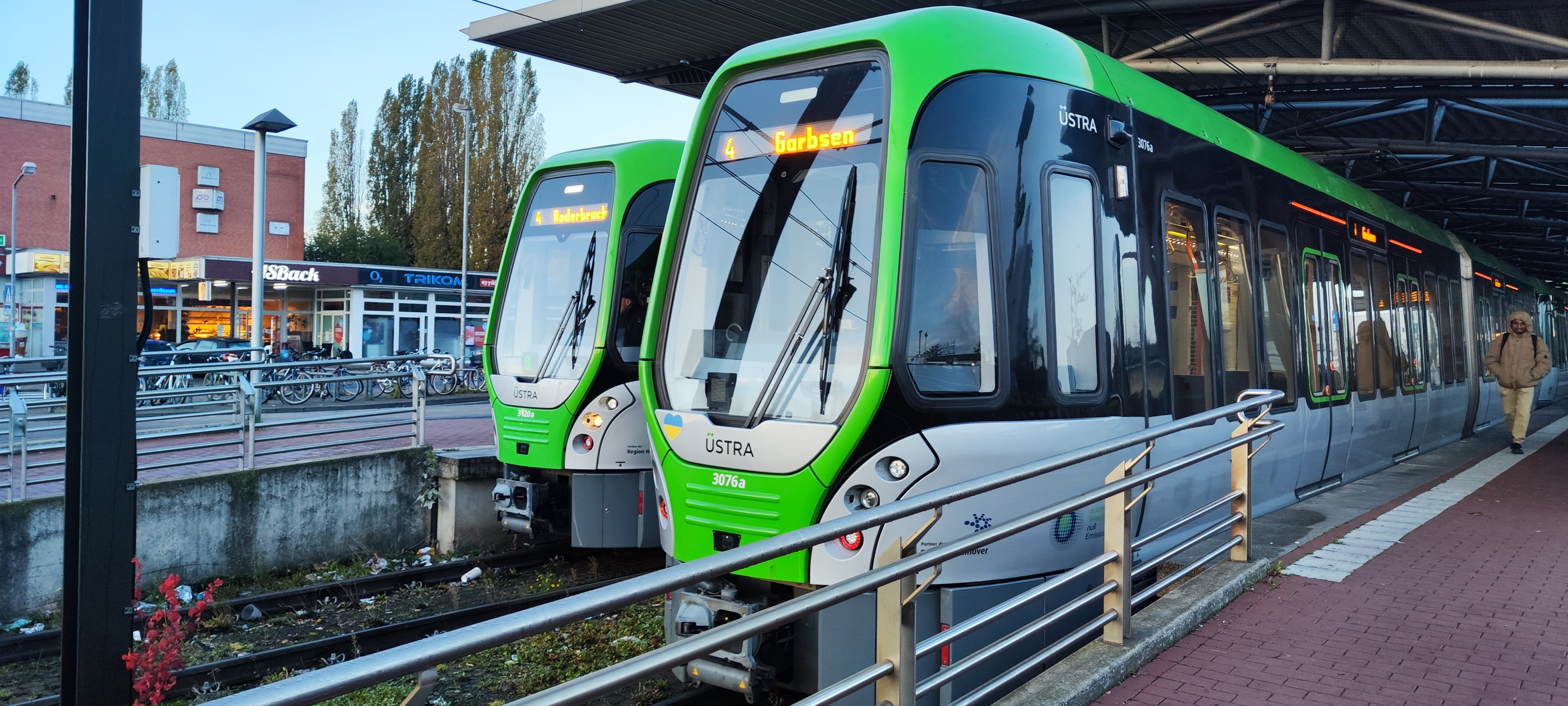
2023年撮影
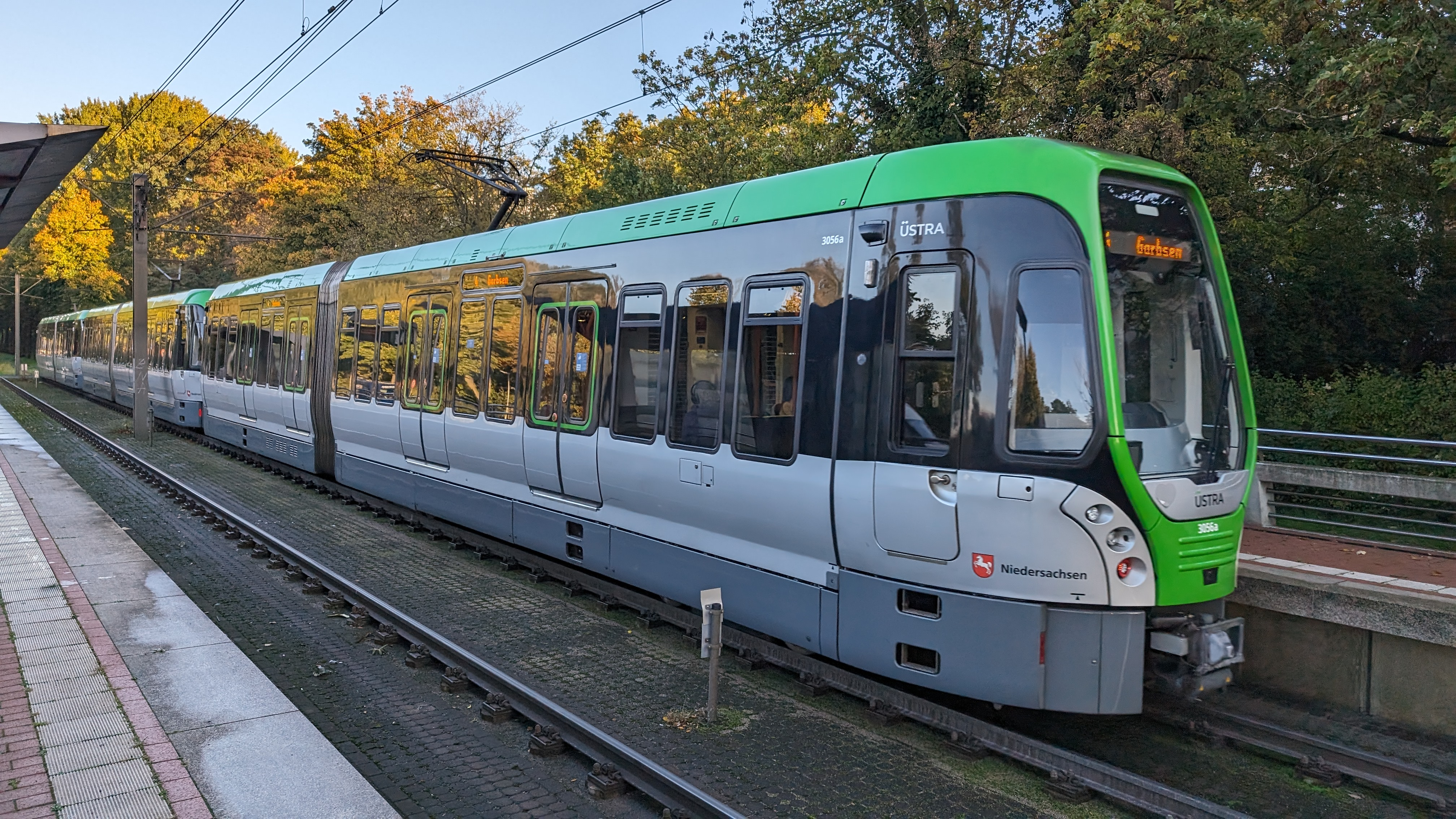
2023年撮影
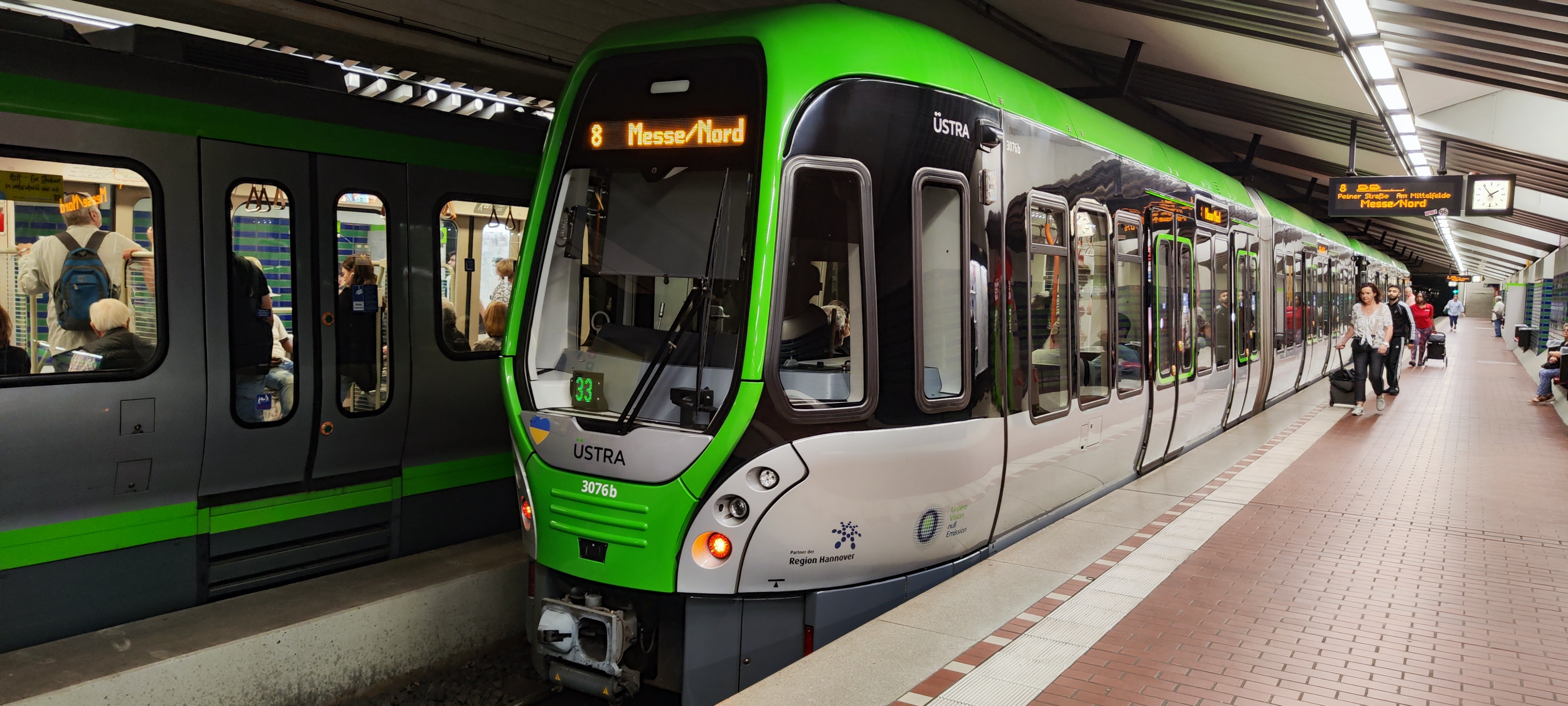
2023年撮影
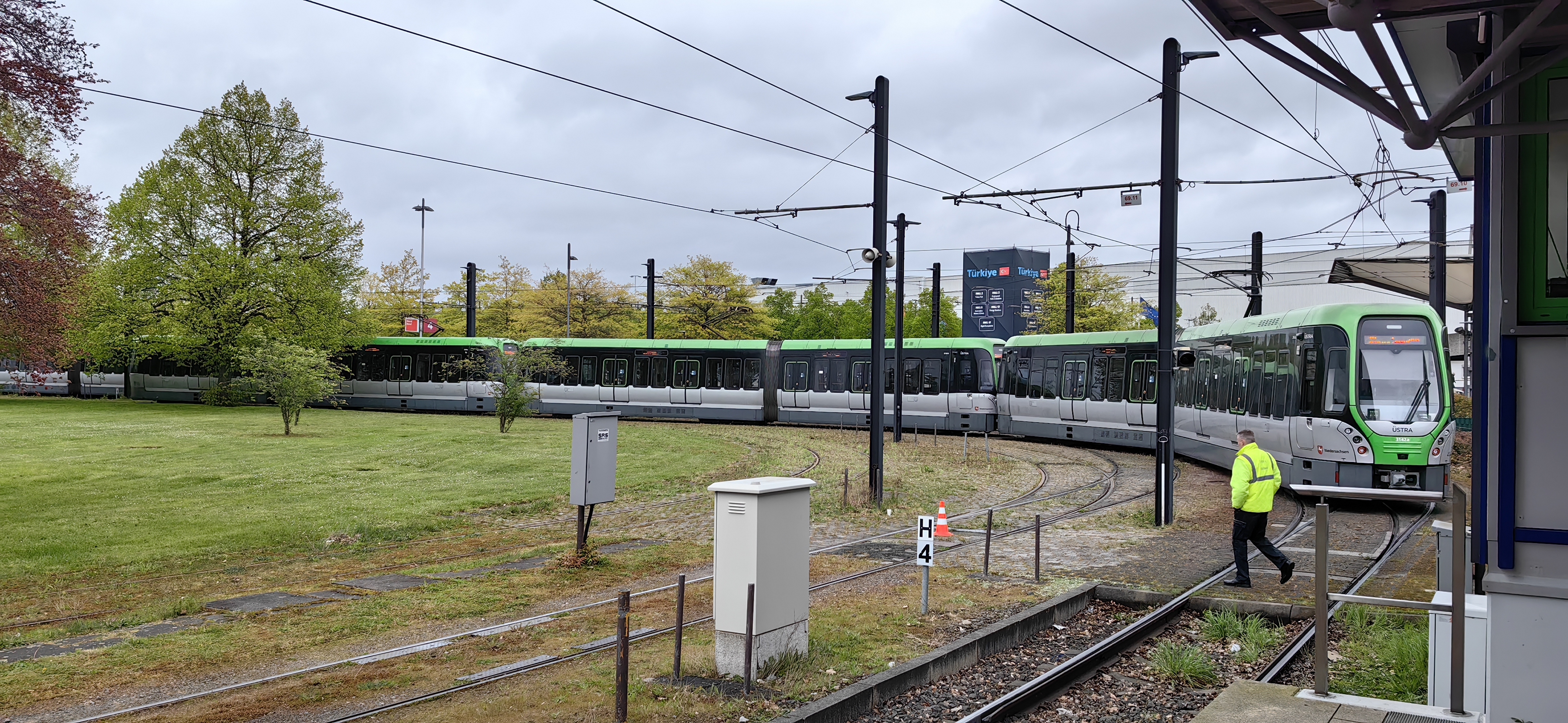
2024年撮影